# 王振乾
王振乾（1914年—2005年），辽宁沈阳人。中国人民解放军开国少将。

## 生平
1932年，加入中国共产主义青年团。和张学良的弟弟张学思是汇文中学的同学。1933年考入东北大学。1936年转党。1936年2月宋哲元镇压东北大学学生运动时，是张学良保释出来的44名“要犯”之一，在“东北大学学生抗日救亡工作委员会”工作。被王汝梅（即黄华）派遣陪同顾颉刚到西安介绍给张学良讲解宋史：向张学良灌输“促蒋抗日”的思想，劝说张学良要学民族英雄岳飞，要吸取岳飞抗金失败的教训，争取全面抗战，不要孤军作战和孤注一掷；力量要集中，不要抵消，准备要充分，不要轻举妄动，争取做成功的民族英雄。到西安后和宋黎接上组织关系。顾颉刚走后，张学良找王振乾谈话。王振乾将东北大学救亡运动的情况向张学良作了汇报，询问东大西迁的看法。张学良把被动剿共到联共抗日的想法告诉了王振乾，并希望他把这个意思传达给东北大学的同学。张学良一再表示要王振乾回到学校向同学们表达他是真心抗日的，“决心永不变，一定以事实回答大家。”西安事变后，奉命到东北军组建抗日先锋队第二支队并担任政治领导。后与张苏平调任中共东北军第五十七军工委负责人。该军第111师师长常恩多向中共东北军上层工作委员会委员王再天提出介绍个党员给他做秘书。组织派遣王振乾化名王维平作常恩多的秘书。1937年底，常恩多秘密加入中国共产党。
抗日战争时期，历任八路军山东纵队政治部科长、东北军第111师政治部主任，八路军山东军区滨海支队政委。
抗战胜利后，1945年9月率领八路军山东军区滨海支队改编的“东北挺进纵队”奔赴东北。任东北民主联军第七纵队政治部主任、东北民主联军第一纵队政治部副主任、军事调处执行部第33小组中共首席代表、辽吉军区政治部主任、辽北军区政治部主任。1948年底东北军区考虑王振乾在山东时做过团结改造原东北军第111师起义部队的工作，具有改造旧部队的经验，因此调王振乾任第四野战军第五十军政治部主任，协助云南籍的军政委徐文烈处理好各方面的关系，团结好起义将领和全体官兵，把这支旧军队改造成一支完全新型的人民军队。
中华人民共和国成立后，1950年元旦调湖南任第二十一兵团第五十三军政委、中南军区公安部队政委、中国人民解放军第四十四军政委、第五十五军政委。1955年，王振乾被授予少将军衔。
1956年10月29日，第五十五军政委王振乾写了《对陈明仁军长工作情况》的报告，由广州军区党委上报中央军委和毛泽东。1956年11月13日，毛泽东在报告上做了批示：

各同志阅，退彭德怀同志。
转发各军区、各军事学校以及有同样统战问题的军或师的党委阅读，加以讨论、仿照办理，认真解决团结党外军人问题。
十一月十三日

1956年11月20日，中央军委转发《五十五军政治委员王振乾同志关于陈明仁的工作情况的报告及主席对该报告的批语》给各部队遵照执行：

总部各部、各军区、志愿军、各军（兵）种、总参各部、各院校：
兹将五十五军政治委员王振乾同志关于陈明仁的工作情况报告和主席对该报告的批语转发如下，望遵照主席指示执行。
军委
1956年11月20日
附：王振乾同志的报告。

1961年出任第三机械工业部副部长。文革后任北京航空学院书记、第二次出任第三机械工业部副部长。
离休后，撰写《东北挺进纵队》、《长春起义纪实》、《从长沙起义到二十一兵团》、《回忆元帅》、《忆陶铸》、《东北大学史稿》等300余万字的著作和文章。